# Discografia di Guè
La discografia di Guè, rapper italiano noto per la sua militanza nei Club Dogo, è composta da undici album in studio, due album dal vivo, una raccolta, sette mixtape, due EP e oltre ottanta singoli e sessanta video musicali (inclusi quelli come artista ospite), pubblicati dal 2006.

## Album

### Album in studio
| Anno                                                                          | Titolo | Classifiche | Classifiche | Certificazioni     |
| Anno                                                                          | Titolo | ITA         | SWI         | Certificazioni     |
| ----------------------------------------------------------------------------- | --- | ----------- | ----------- | ------------------ |
| 2011                                                                          | Il ragazzo d'oro - Pubblicato: 14 giugno 2011 - Etichetta: Universal - Formati: CD, download digitale                              | 5           | —           | - ITA: Platino     |
| 2013                                                                          | Bravo ragazzo - Pubblicato: 4 giugno 2013 - Etichetta: Universal, Tanta Roba - Formati: CD, 2 CD, 2 CD+DVD, download digitale      | 2           | 69          | - ITA: Platino (2) |
| 2015                                                                          | Vero - Pubblicato: 23 giugno 2015 - Etichetta: Universal, Def Jam - Formati: CD, 2 CD, download digitale, streaming                | 1           | 31          | - ITA: Platino     |
| 2016                                                                          | Santeria (con Marracash) - Pubblicato: 24 giugno 2016 - Etichetta: Universal - Formati: CD, 2 LP+CD, download digitale, streaming  | 1           | 12          | - ITA: Platino (4) |
| 2017                                                                          | Gentleman - Pubblicato: 30 giugno 2017 - Etichetta: Universal, Def Jam - Formati: CD, 2 LP+2 CD+10", download digitale, streaming  | 1           | 26          | - ITA: Platino (3) |
| 2018                                                                          | Sinatra - Pubblicato: 14 settembre 2018 - Etichetta: Island - Formati: CD, LP, download digitale, streaming                        | 1           | 34          | - ITA: Platino (3) |
| 2020                                                                          | Mr. Fini - Pubblicato: 26 giugno 2020 - Etichetta: Island - Formati: CD, LP, download digitale, streaming                          | 1           | 7           | - ITA: Platino (3) |
| 2021                                                                          | Guesus - Pubblicato: 10 dicembre 2021 - Etichetta: Island - Formati: CD, LP, download digitale, streaming                          | 1           | 24          | - ITA: Platino (2) |
| 2023                                                                          | Madreperla - Pubblicato: 13 gennaio 2023 - Etichetta: Island - Formati: CD, LP, download digitale, streaming                       | 1           | 3           | - ITA: Platino (2) |
| 2025                                                                          | Tropico del Capricorno - Pubblicato: 10 gennaio 2025 - Etichetta: Island - Formati: CD, LP, download digitale, streaming           | 1           | 3           | - ITA: Platino     |
| 2025                                                                          | KG (con Rasty Kilo) - Pubblicato: 29 maggio 2025 - Etichetta: Oyster, Universal Italia - Formati: LP, download digitale, streaming | 4           | 99          |                    |
| "—" indica una pubblicazione non classificata o non pubblicata in quel Paese. | |             |             |                    |

### Album dal vivo
| Anno | Titolo |
| ---- | --- |
| 2014 | Bravo ragazzo live - Pubblicato: 1º aprile 2014 - Etichetta: Universal, Tanta Roba - Formati: CD, download digitale                |
| 2017 | Santeria Live (con Marracash) - Pubblicato: 31 marzo 2017 - Etichetta: Universal - Formati: 2 CD+DVD, download digitale, streaming |

### Raccolte
| Anno | Titolo                                                                                              |
| ---- | --------------------------------------------------------------------------------------------------- |
| 2017 | Vinyl Box Collection - Pubblicato: 23 ottobre 2017 - Etichetta: Universal, Def Jam - Formati: 10 LP |

## Mixtape
| Anno                                                                          | Titolo | Classifiche | Classifiche | Certificazioni     |
| Anno                                                                          | Titolo | ITA         | SWI         | Certificazioni     |
| ----------------------------------------------------------------------------- | --- | ----------- | ----------- | ------------------ |
| 2006                                                                          | Fastlife Mixtape Vol. 1 (con DJ Harsh) - Pubblicato: 2006 - Etichetta: Produzioni Oblio - Formati: download digitale         | —           | —           |                    |
| 2009                                                                          | Fastlife Mixtape Vol. 2 - Faster Life - Pubblicato: 11 ottobre 2009 - Etichetta: autoproduzione - Formati: download digitale | —           | —           |                    |
| 2010                                                                          | Rimo da quando mixtape - Pubblicato: 12 novembre 2010 - Etichetta: autoproduzione - Formati: download digitale               | —           | —           |                    |
| 2012                                                                          | Fastlife Mixtape Vol. 3 - Pubblicato: 20 gennaio 2012 - Etichetta: Tanta Roba - Formati: CD, download digitale               | —           | —           |                    |
| 2013                                                                          | Guengsta Rap - Pubblicato: 29 marzo 2013 - Etichetta: Tanta Roba - Formati: download digitale                                | —           | —           |                    |
| 2016                                                                          | Double Dragon Mixtape (con Marracash) - Pubblicato: 20 maggio 2016 - Etichetta: autoproduzione - Formati: download digitale  | —           | —           |                    |
| 2021                                                                          | Fastlife 4 (con DJ Harsh) - Pubblicato: 9 aprile 2021 - Etichetta: Island - Formati: CD, LP, download digitale               | 1           | 11          | - ITA: Platino (2) |
| "—" indica una pubblicazione non classificata o non pubblicata in quel Paese. | |             |             |                    |

## Extended play
| Anno | Titolo |
| ---- | --- |
| 2005 | Hashishinz Sound Vol. 1 (con Deleterio) - Pubblicato: 11 aprile 2005 - Etichetta: Produzioni Oblio - Formati: CD, download digitale |
| 2019 | Gelida estate EP - Pubblicato: 21 giugno 2019 - Etichetta: Island - Formati: CD, LP, download digitale, streaming                   |

## Singoli

### Come artista principale
| Anno                                                                          | Titolo                                                      | Classifiche | Certificazioni     | Album di provenienza    |
| Anno                                                                          | Titolo                                                      | ITA         | Certificazioni     | Album di provenienza    |
| ----------------------------------------------------------------------------- | ----------------------------------------------------------- | ----------- | ------------------ | ----------------------- |
| 2011                                                                          | Non lo spegnere (feat. Entics)                              | —           |                    | Il ragazzo d'oro        |
| 2011                                                                          | Ultimi giorni                                               | —           |                    | Il ragazzo d'oro        |
| 2012                                                                          | R.E.B. (con i Crookers)                                     | —           |                    | /                       |
| 2013                                                                          | Business                                                    | 7           |                    | Bravo ragazzo           |
| 2013                                                                          | Rose nere                                                   | 5           | - ITA: Oro         | Bravo ragazzo           |
| 2013                                                                          | Bravo ragazzo                                               | 9           |                    | Bravo ragazzo           |
| 2013                                                                          | Tornare indietro (feat. Arlissa)                            | 90          |                    | Bravo ragazzo           |
| 2015                                                                          | Le bimbe piangono                                           | —           |                    | Vero                    |
| 2015                                                                          | Interstellar (feat. Akon)                                   | 69          | - ITA: Oro         | Vero                    |
| 2015                                                                          | Equilibrio                                                  | —           |                    | Vero                    |
| 2015                                                                          | Fiumi di champagne (feat. Peppino di Capri)                 | —           |                    | Vero Royal Edition      |
| 2016                                                                          | Nulla accade (con Marracash)                                | 16          | - ITA: Platino (2) | Santeria                |
| 2016                                                                          | Insta Lova (con Marracash)                                  | 6           | - ITA: Platino (4) | Santeria                |
| 2016                                                                          | Ninja (con Marracash)                                       | 62          |                    | Santeria Voodoo Edition |
| 2016                                                                          | Scooteroni RMX (con Marracash feat. Sfera Ebbasta)          | 62          | - ITA: Platino (3) | Santeria Voodoo Edition |
| 2017                                                                          | Trinità                                                     | 6           | - ITA: Platino     | /                       |
| 2017                                                                          | Non ci sei tu                                               | 25          | - ITA: Oro         | Gentleman               |
| 2017                                                                          | T'apposto                                                   | 15          | - ITA: Oro         | Gentleman               |
| 2017                                                                          | Milionario (feat. El Micha)                                 | 9           | - ITA: Platino (2) | Gentleman               |
| 2017                                                                          | Lamborghini RMX (feat. Sfera Ebbasta & Elettra Lamborghini) | 1           | - ITA: Platino (4) | Gentleman               |
| 2017                                                                          | Guersace                                                    | 19          | - ITA: Platino     | Gentleman               |
| 2017                                                                          | Punto su di te                                              | 44          | - ITA: Platino     | Gentleman               |
| 2018                                                                          | Come se fosse normale                                       | 10          |                    | /                       |
| 2018                                                                          | Nero Bali (con Elodie e Michele Bravi)                      | 10          | - ITA: Platino (2) | This Is Elodie          |
| 2018                                                                          | Lungomare latino (feat. Willy William)                      | 26          |                    | /                       |
| 2018                                                                          | Trap Phone (feat. Capo Plaza)                               | 1           | - ITA: Platino     | Sinatra                 |
| 2018                                                                          | Bling Bling (Oro)                                           | 9           | - ITA: Platino (2) | Sinatra                 |
| 2018                                                                          | 3D notte (con Nashley)                                      | —           |                    | Real                    |
| 2019                                                                          | 2% (feat. Frah Quintale)                                    | 4           | - ITA: Platino (3) | Sinatra                 |
| 2019                                                                          | Montenapo (feat. Lazza)                                     | 29          | - ITA: Oro         | Gelida estate EP        |
| 2019                                                                          | Madrugada (con Shorty, MC Bin Laden e A-Wing)               | —           |                    | /                       |
| 2019                                                                          | Colpo grosso (con Snik e Noizy feat. Capo Plaza)            | 27          |                    | Topboy                  |
| 2020                                                                          | Saigon                                                      | 16          | - ITA: Oro         | Mr. Fini                |
| 2020                                                                          | Chico (feat. Rose Villain e Luchè)                          | 5           | - ITA: Platino (4) | Mr. Fini                |
| 2020                                                                          | 25 ore (feat. Ernia e Shablo)                               | 30          | - ITA: Oro         | Mr. Fini                |
| 2020                                                                          | Vita veloce freestyle (con DJ Harsh)                        | 36          |                    | Fastlife 4              |
| 2021                                                                          | Promettimi (con Blind e Nicola Siciliano)                   | —           |                    | /                       |
| 2021                                                                          | Too Old to Die Young (con Shablo)                           | 53          |                    | Guesus                  |
| 2021                                                                          | Elvis (con Rose Villain e Sixpm)                            | 97          | - ITA: Oro         | Radio Gotham            |
| 2021                                                                          | Milano (con Il Profeta)                                     | —           |                    | /                       |
| 2021                                                                          | Veleno                                                      | 2           | - ITA: Platino (2) | Guesus                  |
| 2022                                                                          | Piango sulla Lambo (feat. Rose Villain)                     | 3           | - ITA: Platino     | Guesus                  |
| 2022                                                                          | Confidenziale (con Childsplay)                              | —           |                    | /                       |
| 2022                                                                          | Accanna (con Sayanbull)                                     | —           |                    | /                       |
| 2022                                                                          | Mafia (con Young Rame)                                      | —           |                    | /                       |
| 2023                                                                          | Plugged In                                                  | —           |                    | /                       |
| 2023                                                                          | Mollami pt. 2                                               | 11          | - ITA: Platino     | Madreperla              |
| 2023                                                                          | Mi hai capito o no?                                         | 15          |                    | Madreperla              |
| 2023                                                                          | Acquamarina (con Ana Mena)                                  | —           |                    | /                       |
| 2024                                                                          | Two Seater (con Monet192)                                   | —           |                    | /                       |
| 2025                                                                          | Oh mamma mia (feat. Rose Villain)                           | 1           | - ITA: Oro         | Tropico del Capricorno  |
| 2025                                                                          | Europa League (con Rvchet, Snik, Nahir e Marnz Malone)      | —           |                    | /                       |
| 2025                                                                          | Meravigliosa (feat. Stadio)                                 | 5           |                    | Tropico del Capricorno  |
| "—" indica una pubblicazione non classificata o non pubblicata in quel Paese. |                                                             |             |                    |                         |

### Come artista ospite
| Anno                                                                          | Titolo | Classifiche | Certificazioni     | Album di provenienza                 |
| Anno                                                                          | Titolo | ITA         | Certificazioni     | Album di provenienza                 |
| ----------------------------------------------------------------------------- | --- | ----------- | ------------------ | ------------------------------------ |
| 2011                                                                          | Le leggende non muoiono mai (Don Joe e Shablo feat. Fabri Fibra, Jake La Furia, Noyz Narcos Marracash, Gué Pequeno, J-Ax e Francesco Sarcina) | 68          |                    | Thori & Rocce                        |
| 2012                                                                          | Chi non si arrende (Claudia Megrè feat. Gué Pequeno)                                                                                          | —           |                    | Da domani                            |
| 2015                                                                          | Bastardo (Karma Krew feat. Gué Pequeno) | —           |                    | Uomini come noi                      |
| 2017                                                                          | Speed of Light (Beata Beatz feat. Gué Pequeno)                                                                                                | —           |                    | IAM                                  |
| 2017                                                                          | Vengo dal basso (Laïoung feat. Gué Pequeno)                                                                                                   | 50          |                    | Ave Cesare: veni, vidi, vici         |
| 2018                                                                          | Tanta Roba Anthem (Gemitaiz feat. Gué Pequeno)                                                                                                | 17          | - ITA: Oro         | Davide                               |
| 2018                                                                          | NYC (Kevin Payne feat. Gué Pequeno) | —           |                    | /                                    |
| 2018                                                                          | Suburra (Young Rame feat. Gué Pequeno) | —           |                    | /                                    |
| 2019                                                                          | Gucci Ski Mask (Lazza feat. Gué Pequeno) | 25          | - ITA: Oro         | Re Mida                              |
| 2019                                                                          | Pazzeska (Myss Keta feat. Gué Pequeno) | 97          |                    | Paprika                              |
| 2019                                                                          | Quanto amore si dà (Gigi D'Alessio feat. Gué Pequeno)                                                                                         | 59          |                    | /                                    |
| 2019                                                                          | Fanfare (Elettra Lamborghini feat. Gué Pequeno)                                                                                               | 34          | - ITA: Oro         | Twerking Queen                       |
| 2019                                                                          | Los Angeles (The Kolors feat. Gué Pequeno) | 96          |                    | /                                    |
| 2020                                                                          | Kriminal (Shablo feat. Gemitaiz, Samurai Jay e Gué Pequeno)                                                                                   | 22          |                    | /                                    |
| 2020                                                                          | Bla bla (Anna feat. Gué Pequeno) | 45          |                    | /                                    |
| 2021                                                                          | Ti amo, ti odio (Roshelle feat. Gué Pequeno, Mecna e Shablo)                                                                                  | —           |                    | /                                    |
| 2021                                                                          | Solo lei ha quel che voglio 2021 (Sottotono feat. Gué Pequeno, Marracash e Tiziano Ferro)                                                     | 51          |                    | Originali                            |
| 2022                                                                          | Il doc 2 (VillaBanks feat. Tony Effe e Guè)                                                                                                   | 35          | - ITA: Oro         | Filtri + nudo                        |
| 2022                                                                          | Toca (AKA 7even feat. Guè) | 61          | - ITA: Oro         | /                                    |
| 2022                                                                          | Sarabamba (Massimo Pericolo feat. Guè) | —           |                    | /                                    |
| 2022                                                                          | Senza benzina (Domiziana feat. Guè e Replay Okay)                                                                                             | —           |                    | /                                    |
| 2022                                                                          | Ti pretendo XXX (North of Loreto feat. Raf e Guè)                                                                                             | —           |                    | /                                    |
| 2023                                                                          | Gelosa (Finesse feat. Shiva, Sfera Ebbasta e Guè)                                                                                             | 4           | - ITA: Platino (5) | /                                    |
| 2023                                                                          | Puta (Sixpm feat. Ghali e Guè) | 40          | - ITA: Oro         | /                                    |
| 2023                                                                          | Stylist (Slings feat. Guè) | —           |                    | Traphouse                            |
| 2023                                                                          | Rooftop (MV Killa feat. Guè) | 51          | - ITA: Platino     | Fede                                 |
| 2023                                                                          | Bull terrier (Rasty Kilo feat. Guè) | —           |                    | /                                    |
| 2024                                                                          | Come un tuono (Rose Villain feat. Guè) | 1           | - ITA: Platino (4) | Radio Sakura                         |
| 2024                                                                          | Umorismo italiano (Michele Bravi feat. Guè)                                                                                                   | —           |                    | Tu cosa vedi quando chiudi gli occhi |
| 2024                                                                          | Istinto animale (Don Joe feat. Guè, Annalisa ed Ernia)                                                                                        | 29          |                    | /                                    |
| 2024                                                                          | Notte cattiva (Fred De Palma feat. Guè) | 49          |                    | /                                    |
| 2024                                                                          | Wifey (Digital Astro feat. Guè) | 82          |                    | Astro                                |
| 2024                                                                          | Mon ami (AriBeatz feat. Mero, Guè ed Emis Killa)                                                                                              | —           |                    | /                                    |
| 2024                                                                          | Milano Testarossa (Artie 5ive feat. Guè) | 20          | - ITA: Oro         | La bellavita                         |
| 2024                                                                          | Dura (Tami Tsunami feat. Guè) | —           |                    | /                                    |
| 2025                                                                          | La mia parola (Shablo feat. Guè, Joshua e Tormento)                                                                                           | 7           | - ITA: Oro         | Manifesto                            |
| 2025                                                                          | Il doc 5 (VillaBanks feat. Guè, Sayf e Glocky)                                                                                                | —           |                    | /                                    |
| 2025                                                                          | Player del secolo (MamboLosco feat. Guè) | —           |                    | /                                    |
| 2025                                                                          | Game Over (Elmatadormc7 feat. Guè) | —           |                    | /                                    |
| 2025                                                                          | Spirito libero (Shablo feat. Guè, Joshua e Tormento)                                                                                          | —           |                    | Manifesto                            |
| 2025                                                                          | Killa Killa (Icy Subzero feat. Guè, Faneto e Melons)                                                                                          | —           |                    | /                                    |
| "—" indica una pubblicazione non classificata o non pubblicata in quel Paese. | |             |                    |                                      |

## Altri brani entrati in classifica
| Anno | Titolo                                                      | Classifiche | Certificazioni     | Album di provenienza          |
| Anno | Titolo                                                      | ITA         | Certificazioni     | Album di provenienza          |
| ---- | ----------------------------------------------------------- | ----------- | ------------------ | ----------------------------- |
| 2013 | Brivido (feat. Marracash)                                   | 58          | - ITA: Platino (5) | Bravo ragazzo                 |
| 2013 | Quei bravi ragazzi (feat. Clementino)                       | 33          |                    | Bravo ragazzo - Royal Edition |
| 2016 | Santeria (con Marracash)                                    | 85          |                    | Santeria                      |
| 2016 | Money (con Marracash)                                       | 50          | - ITA: Oro         | Santeria                      |
| 2016 | Senza Dio (con Marracash)                                   | 58          | - ITA: Oro         | Santeria                      |
| 2016 | Salvador Dalí (con Marracash)                               | 25          | - ITA: Platino (2) | Santeria                      |
| 2016 | Cosa mia (con Marracash)                                    | 44          | - ITA: Oro         | Santeria                      |
| 2016 | Purdi (con Marracash)                                       | 69          | - ITA: Oro         | Santeria                      |
| 2016 | Cantante italiana (con Marracash)                           | 53          | - ITA: Oro         | Santeria                      |
| 2016 | Maledetto me (con Marracash)                                | 60          | - ITA: Oro         | Santeria                      |
| 2016 | Tony (con Marracash)                                        | 73          | - ITA: Oro         | Santeria                      |
| 2016 | Quasi amici (con Marracash)                                 | 71          | - ITA: Oro         | Santeria                      |
| 2016 | Film senza volume (con Marracash)                           | 80          | - ITA: Oro         | Santeria                      |
| 2016 | Erba & WiFi (con Marracash)                                 | 88          |                    | Santeria                      |
| 2016 | Ca$hmere (con Marracash)                                    | 52          | - ITA: Platino     | Santeria Voodoo Edition       |
| 2016 | Piazza rossa (con Marracash)                                | 91          |                    | Santeria Voodoo Edition       |
| 2017 | Relaxxx (feat. Marracash)                                   | 10          | - ITA: Platino     | Gentleman                     |
| 2017 | Scarafaggio (feat. Tony Effe & Il Profeta)                  | 11          | - ITA: Platino     | Gentleman                     |
| 2017 | Mimmo Flow                                                  | 23          | - ITA: Oro         | Gentleman                     |
| 2017 | Oro giallo (feat. Luchè)                                    | 28          | - ITA: Platino     | Gentleman                     |
| 2017 | La malaeducazione (feat. Enzo Avitabile)                    | 38          | - ITA: Oro         | Gentleman                     |
| 2017 | Trentuno giorni                                             | 59          | - ITA: Oro         | Gentleman                     |
| 2017 | La mia collana                                              | 66          |                    | Gentleman                     |
| 2017 | Il viola                                                    | 72          |                    | Gentleman                     |
| 2018 | Hugh Guefner                                                | 29          |                    | Sinatra                       |
| 2018 | Borsello (feat. Sfera Ebbasta & DrefGold)                   | 1           | - ITA: Platino     | Sinatra                       |
| 2018 | Claro (feat. Tony Effe & Prynce)                            | 2           | - ITA: Oro         | Sinatra                       |
| 2018 | Bastardi senza gloria (feat. Noyz Narcos)                   | 6           | - ITA: Oro         | Sinatra                       |
| 2018 | Bam Bam (feat. Cosculluela & El Micha)                      | 25          |                    | Sinatra                       |
| 2018 | Sobrio (feat. Elodie)                                       | 30          |                    | Sinatra                       |
| 2018 | Babysitter                                                  | 27          | - ITA: Oro         | Sinatra                       |
| 2018 | Modalità aereo (feat. Luchè & Marracash)                    | 5           | - ITA: Platino     | Sinatra                       |
| 2018 | Hotel                                                       | 20          |                    | Sinatra                       |
| 2018 | Doppio Whisky (feat. Mahmood)                               | 91          |                    | Sinatra                       |
| 2019 | Niente Photo                                                | 34          |                    | Gelida estate EP              |
| 2019 | Bamba                                                       | 36          |                    | Gelida estate EP              |
| 2019 | Maledetto                                                   | 57          |                    | Gelida estate EP              |
| 2019 | President Rolly (feat. Farid Bang)                          | 76          |                    | Gelida estate EP              |
| 2020 | L'amico degli amici                                         | 26          |                    | Mr. Fini                      |
| 2020 | Il tipo                                                     | 21          |                    | Mr. Fini                      |
| 2020 | Parte di me (feat. Carl Brave)                              | 24          | - ITA: Oro         | Mr. Fini                      |
| 2020 | Immortale (feat. Sfera Ebbasta)                             | 6           | - ITA: Platino     | Mr. Fini                      |
| 2020 | Tardissimo (feat. Mahmood & Marracash)                      | 15          | - ITA: Platino     | Mr. Fini                      |
| 2020 | Medellin (feat. Lazza)                                      | 10          | - ITA: Oro         | Mr. Fini                      |
| 2020 | Cyborg (feat. Geolier)                                      | 11          | - ITA: Oro         | Mr. Fini                      |
| 2020 | Giacomo (feat. Young Rame)                                  | 33          |                    | Mr. Fini                      |
| 2020 | Dem Fake (feat. Alborosie)                                  | 46          |                    | Mr. Fini                      |
| 2020 | Mercy on Me (in sbatti)                                     | 48          |                    | Mr. Fini                      |
| 2020 | No Security (feat. Noizy)                                   | 56          |                    | Mr. Fini                      |
| 2020 | Ti levo le collane (feat. Paky)                             | 17          | - ITA: Platino     | Mr. Fini                      |
| 2020 | Stanza 106                                                  | 35          |                    | Mr. Fini                      |
| 2020 | Ti ricordi?                                                 | 37          |                    | Mr. Fini                      |
| 2021 | Disclaimer                                                  | 46          |                    | Fastife 4                     |
| 2021 | Lifestyle                                                   | 6           | - ITA: Platino     | Fastife 4                     |
| 2021 | Alex (feat. Lazza e Salmo)                                  | 7           | - ITA: Oro         | Fastife 4                     |
| 2021 | Smith & Wesson Freestyle (feat. Marracash)                  | 3           | - ITA: Platino     | Fastife 4                     |
| 2021 | Champagne 4 the Pain (feat. Gemitaiz & Noyz Narcos)         | 10          | - ITA: Oro         | Fastife 4                     |
| 2021 | Wagyu (feat. The Night Skinny)                              | 13          | - ITA: Oro         | Fastife 4                     |
| 2021 | Marco da Tropoja (feat. Vettosi)                            | 18          |                    | Fastife 4                     |
| 2021 | Co$¥mon€¥                                                   | 24          |                    | Fastife 4                     |
| 2021 | Italian Hustler (feat. Rasty Kilo)                          | 16          | - ITA: Oro         | Fastife 4                     |
| 2021 | Babyma (feat. MV Killa)                                     | 19          | - ITA: Oro         | Fastife 4                     |
| 2021 | Denim Giappo (feat. Luchè)                                  | 23          |                    | Fastife 4                     |
| 2021 | Me & My B                                                   | 32          |                    | Fastife 4                     |
| 2021 | Fast Life (feat. North of Loreto)                           | 28          |                    | Fastife 4                     |
| 2021 | Venezuela (64 Bars) (con Shablo)                            | 75          |                    | Red Bull 64 Bars, the Album   |
| 2021 | La G la U la E pt. 2                                        | 11          |                    | Guesus                        |
| 2021 | Gangster of Love (feat. Rick Ross)                          | 12          | - ITA: Oro         | Guesus                        |
| 2021 | Blitz! (feat. Geolier)                                      | 4           | - ITA: Platino     | Guesus                        |
| 2021 | Daytona (feat. Marracash)                                   | 8           | - ITA: Oro         | Guesus                        |
| 2021 | Nessuno (feat. Coez)                                        | 13          |                    | Guesus                        |
| 2021 | Futura ex (feat. Ernia)                                     | 9           | - ITA: Oro         | Guesus                        |
| 2021 | Cose non sane (Interlude)                                   | 43          |                    | Guesus                        |
| 2021 | Senza sogni (feat. Elisa)                                   | 25          |                    | Guesus                        |
| 2021 | Lunedì blu (feat. Salmo)                                    | 16          |                    | Guesus                        |
| 2021 | Sponsor (feat. Dutchavelli)                                 | 28          |                    | Guesus                        |
| 2021 | Nicolas Cage (feat. Jadakiss)                               | 44          |                    | Guesus                        |
| 2021 | Domai (feat. Ketama126)                                     | 19          | - ITA: Oro         | Guesus                        |
| 2021 | Fredda, triste, pericolosa (feat. Franco126)                | 24          |                    | Guesus                        |
| 2023 | Prefissi                                                    | 10          | - ITA: Oro         | Madreperla                    |
| 2023 | Tuta maphia (feat. Paky)                                    | 7           | - ITA: Oro         | Madreperla                    |
| 2023 | Cookies n' Cream (feat. Anna e Sfera Ebbasta)               | 1           | - ITA: Platino (4) | Madreperla                    |
| 2023 | Need U 2nite (feat. Massimo Pericolo)                       | 4           | - ITA: Oro         | Madreperla                    |
| 2023 | Léon (The Professional)                                     | 16          |                    | Madreperla                    |
| 2023 | Free (feat. Marracash e Rkomi)                              | 8           | - ITA: Oro         | Madreperla                    |
| 2023 | Lontano dai guai (feat. Mahmood)                            | 21          |                    | Madreperla                    |
| 2023 | Chiudi gli occhi                                            | 22          |                    | Madreperla                    |
| 2023 | Da 1k in su (feat. Benny the Butcher)                       | 30          |                    | Madreperla                    |
| 2023 | Capa tosta (feat. Napoleone)                                | 39          |                    | Madreperla                    |
| 2025 | Vibe                                                        | 4           | - ITA: Oro         | Tropico del Capricorno        |
| 2025 | Da 0 a 100 (feat. Shiva)                                    | 9           |                    | Tropico del Capricorno        |
| 2025 | Akrapovič (feat. Artie 5ive)                                | 3           |                    | Tropico del Capricorno        |
| 2025 | Gazelle (feat. Ele A)                                       | 21          |                    | Tropico del Capricorno        |
| 2025 | Nei tuoi skinny (feat. Frah Quintale)                       | 24          |                    | Tropico del Capricorno        |
| 2025 | La G la U la E pt. 3                                        | 22          |                    | Tropico del Capricorno        |
| 2025 | Le tipe                                                     | 26          |                    | Tropico del Capricorno        |
| 2025 | Pain Is Love                                                | 20          |                    | Tropico del Capricorno        |
| 2025 | Movie (feat. Geolier)                                       | 18          |                    | Tropico del Capricorno        |
| 2025 | Kalispera (feat. Ghali e Tony Effe)                         | 28          |                    | Tropico del Capricorno        |
| 2025 | Nei DM (feat. Ernia e Tormento)                             | 36          |                    | Tropico del Capricorno        |
| 2025 | Non lo so (feat. Chiello)                                   | 14          |                    | Tropico del Capricorno        |
| 2025 | Astronauta                                                  | 38          |                    | Tropico del Capricorno        |
| 2025 | Dedicated (con Rasty Kilo feat. Noyz Narcos)                | 61          |                    | KG                            |
| 2025 | Supermarket (con Rasty Kilo feat. Nerissima Serpe & Papa V) | 92          |                    | KG                            |

## Collaborazioni
- 1998 – ATPC feat. Il Circolo e Sacre Scuole (Chief e Zippo + Dargen D'Amico, Il Guercio e Fame) – Costi quel che costi (da 50 Emcee's Pt. 1)
- 2004 – Marracash feat. Gué Pequeno – Casbah Flow (Black Moon instrumental) (da PMC VS Club Dogo - The Official Mixtape)
- 2004 – Mondo Marcio feat. Gué Pequeno – Mondo Marcio Gué Pequeno (da Fuori di qua)
- 2005 – Inoki feat. Gué Pequeno – Freestyle (da The Newkingztape Vol. 1)
- 2006 – MetroStars feat. Gué Pequeno e Supa – Grand Prix (da Cookies and Milk)
- 2006 – Fuoco Negli Occhi feat. Gué Pequeno – Traffic (da Graffi sul vetro)
- 2006 – DJ Fede feat. Vacca e Gué Pequeno – Vi faccio muovere (da Rock the Beatz)
- 2006 – Inoki feat. Gué Pequeno – Freestyle (da The Newkingztape Vol. 1)
- 2006 – Gel e Metal Carter feat. Gué Pequeno, Vincenzo da Via Anfossi e Julia – Lavaggio del cervello (da I più corrotti)
- 2006 – Rubo feat. Gué Pequeno e Fat Fat Corfunk – Fuck Tomorrow (da Infinite Beats)
- 2006 – Gué Pequeno – Life Stories (da Life Stories)
- 2006 – Chief e Reverendo feat. Gué Pequeno – Luce (Rmx) (da Crash Test Vol. 1)
- 2006 – Rischio feat. Gué Pequeno – Nemico pubblico (da Reloaded - Lo spettacolo è finito Pt. 2)
- 2007 – MicRawNauti feat. Gué Pequeno – Sweet Soul Music (da MicRawNauti)
- 2007 – Noyz Narcos feat. Gué Pequeno e Vincenzo da Via Anfossi – Real TV (da Verano zombie)
- 2007 – Ted Bundy feat. Gué Pequeno e Jake La Furia – Tu Mi Vedrai da (Molotov Cocktail)
- 2007 – Ted Bundy feat. Gué Pequeno – Fireman da (Molotov Cocktail)
- 2008 – Marracash feat. J-Ax e Gué Pequeno – Fattore Wow (da Marracash)
- 2008 – Sgarra feat. Don Joe e Gué Pequeno – Tutta roba mia (da Disco imperiale)
- 2008 – Micromala feat. Gué Pequeno – Figli di P (da Colpo grosso)
- 2008 – Babaman feat. Gué Pequeno – Guerrieri del microfono (da Dinamite)
- 2008 – Santo Trafficante feat. Gué Pequeno – Non ce provà (da Ghiaccio - Il principio)
- 2008 – Big Aim e Yaki feat. Gué Pequeno e Marracash – Giudizio di Dio (da Hagakure)
- 2008 – Esa e Tormento feat. Gué Pequeno – Criminal Minded (da Siamesi Brothers)
- 2008 – Chief feat. Gué Pequeno – Luce Remix (da Autostrada del sole)
- 2009 – J-Ax feat. Gué Pequeno – Rap n' Roll (da Rap n' Roll)
- 2009 – Surfa feat. Gué Pequeno – In alto (da Hype)
- 2009 – Jack the Smoker feat. Gué Pequeno e Bassi Maestro – 24.7 (da V.Ita)
- 2010 – Entics feat. Gué Pequeno – My Girl (da Entics TV Vol. 2)
- 2010 – Daniele Vit feat. Gué Pequeno – Fai quello che vuoi (da La mia città EP)
- 2010 – Rischio feat. Royal Mehdi e Gué Pequeno – Angeli e santi (da Sogni d'oro)
- 2010 – Surfa feat. Gué Pequeno – Rap Roba Fresh (da Rap Roba Fresh Vol. 1)
- 2010 – Nex Cassel feat. Gué Pequeno e DJ Shocca – Senza censura (da Tristemente noto)
- 2010 – Shablo feat. Gué Pequeno, Ricardo Phillips, Caneda e Dankery Harv – Immobile
- 2010 – Tek Monkey feat. Gué Pequeno – Rendez-Vous (da Circostanze)
- 2010 – Luchè feat. Gué Pequeno, Corrado e Daniele Vit – Bros B4 Hoes (da Poesia Cruda Mixtape Vol. 1)
- 2010 – DJ Harsh feat. Gué Pequeno e Caneda – Zona Uno Anthem (B.M.F. Freestyle) (da Harshtimes 006)
- 2010 – Emis Killa feat. Gué Pequeno – Capo Status (da Champagne e spine)
- 2011 – Gianny KG feat. Gué Pequeno – Squadra d'assalto
- 2011 – Ted Bundy feat. Gué Pequeno – Regime D.O.G.O. (da Centodieci e lode)
- 2011 – Amir feat. Gué Pequeno – Album & Mixtape (da Radio Inossidabile Vol. 2)
- 2011 – Entics feat. Gué Pequeno – Ganja Chanel 2011 (da Ganja Chanel Vol. 2)
- 2011 – Izio Sklero feat. Gué Pequeno e Marracash e Maz – Pulula (da Inizio)
- 2011 – 2nd Roof feat. Entics e Gué Pequeno – Quale strada prendere
- 2011 – Don Joe e Shablo feat. Gué Pequeno, Luchè e Emiliano Pepe – Senza un domani (da Thori & Rocce)
- 2011 – Montenero feat. Gué Pequeno – Il cielo è il limite (da We Run Milano)
- 2011 – Entics feat. Gué Pequeno – In aria (da Soundboy)
- 2011 – Denny La Home feat. Gué Pequeno – Vieni con me (da Chiamami Mixtape)
- 2011 – Marracash feat. Gué Pequeno – S.E.N.I.C.A.R. (da King del rap)
- 2011 – Sody feat. Gué Pequeno e Tormento – Daddy
- 2011 – Fedez feat. Gué Pequeno e Marracash – Blues (da Il mio primo disco da venduto)
- 2012 – Royal Rhymes feat. Gué Pequeno – Come un film (da Royal Rhymes)
- 2012 – Emis Killa feat. Gué Pequeno – Ognuno per sé (da L'erba cattiva)
- 2012 – Bassi Maestro feat. Gué Pequeno – Lirico terrorista (da Stanno tutti bene)
- 2012 – Franco Ricciardi feat. Gué Pequeno e Ivan Granatino – Ora no (dal mixtape di Franco Ricciardi)
- 2012 – Two Fingerz feat. Gué Pequeno – Eco (da Mouse Music)
- 2012 – DJ Fede feat. Gué Pequeno – Nasco e muoio (da Tutti dentro)
- 2012 – Luchè feat. Gué Pequeno e Jake La Furia – On Fire (da L1)
- 2012 – Entics feat. Gué Pequeno – Bella città (da Carpe Diem)
- 2012 – Duke Montana feat. Jake La Furia e Gué Pequeno – Carta viola
- 2012 – Ensi feat. Gué Pequeno e Biggie Bash – Paper Queen (da Era tutto un sogno)
- 2013 – Fedez feat. Gué Pequeno – Pensavo fosse amore invece... (da Sig. Brainwash - L'arte di accontentare)
- 2013 – Mille Lire feat. Gué Pequeno – Il mondo del Vallanzasca (da Discorsi)
- 2013 – Karkadan feat. Gué Pequeno – Indiz (da Zoufree)
- 2013 – Stiv feat. Gué Pequeno – Nella mia macchina (da Stiwipedia)
- 2013 – Francesco Sarcina feat. Gué Pequeno – Tutta la notte
- 2013 – Fritz da Cat feat. Gué Pequeno, Nitro e MadMan – Never (da Fritz)
- 2013 – Jake La Furia feat. Gué Pequeno, Marracash – Esercizio di stile (da Musica commerciale)
- 2014 – DJ Jay-K feat. Gué Pequeno e Stress – Golden Boys
- 2014 – Deleterio feat. Gué Pequeno, Attila e Marracash – Freddezza (da Dadaismo)
- 2014 – Moreno feat. Gué Pequeno – Imprenditori (da Incredibile)
- 2014 – Franco Ricciardi feat. Gué Pequeno – Champagne (da Figli e figliastri)
- 2014 – Fred De Palma feat. Gué Pequeno – Rodeo (da Lettera al successo)
- 2014 – Senegalentino feat Gué Pequeno – In This Life (da Ghetto eden)
- 2014 – Troupe D'Elite feat Gué Pequeno – Maria (da Il mio giorno preferito)
- 2014 – Ntò e Palù feat. Gué Pequeno – Essa nun tene problemi (da Numero 9)
- 2014 – Rocco Hunt feat. Gué Pequeno – Giovane disorientato (da 'A verità)
- 2014 – Gemitaiz e MadMan feat. Gué Pequeno – Sempre in giro (da Kepler)
- 2014 – Maruego feat. Gué Pequeno e Emiliano Pepe – Nuova ex (da Che ne sai)
- 2015 – Marracash feat. Gué Pequeno – Di nascosto (da Status)
- 2015 – Fabri Fibra feat. Gué Pequeno – E tu ci convivi (da Squallor)
- 2015 – Clementino feat. Gué Pequeno, Fabri Fibra – Boom (da Miracolo!)
- 2015 – Izio Sklero feat. Gué Pequeno – Odiaci o amaci (da Apocalizio)
- 2015 – Tormento feat. Gué Pequeno – Anime inquiete (da Dentro e fuori)
- 2015 – Emis Killa feat. Gué Pequeno – Superman (da Keta Music Vol. 2)
- 2015 – Rocco Hunt feat. Gué Pequeno e J-Ax – Una moneta e un sogno (da SignorHunt)
- 2016 – Gemitaiz feat. Gué Pequeno – Ce l'hanno con me (da Nonostante tutto)
- 2016 – Luchè feat. Gué Pequeno – Bello (da Malammore)
- 2016 – Ntò feat. Gué Pequeno – Fratm (da Col sangue)
- 2017 – Maruego feat. Gué Pequeno – Pss Pss (da Tra Zenith e Nadir)
- 2017 – Dark Polo Gang feat. Gué Pequeno – El Machico (da Twins)
- 2017 – Ernia feat. Gué Pequeno – Disgusting (da Come uccidere un usignolo/67)
- 2017 – The RRR Mob feat. Gué Pequeno – Familia (da Nuovo impero)
- 2017 – Franco Ricciardi feat. Gué Pequeno – Femmena bugiarda RMX
- 2017 – The Night Skinny feat. Gué Pequeno e Rkomi – Pezzi (da Pezzi)
- 2017 – The Night Skinny feat. Izi e Gué Pequeno – 6 A.M. (da Pezzi)
- 2018 – Crookers feat. Gué Pequeno – Costa Rica (da Crookers Mixtape 2: quello dopo, quello prima)
- 2018 – Vegas Jones feat. Gué Pequeno – Mamacita (da Bellaria)
- 2018 – Alessio feat. Gué Pequeno – Parla dimme si (da Tutto iniziò da me)
- 2018 – Vale Lambo feat. Gué Pequeno – Medusa RMX (da Medusa Deluxe EP)
- 2018 – Luchè feat. Gué Pequeno – LV & Balmain (da Potere)
- 2018 – Duke Montana feat. Gué Pequeno e Marina – Voglio i miei soldi (da Grind Muzik 4)
- 2018 – Nashley feat. Gué Pequeno – 3 di notte (da Real)
- 2018 – Emis Killa feat. Gué Pequeno – Adios (da Supereroe)
- 2018 – Majoe feat. Gué Pequeno – Ghetto
- 2018 – Carl Brave feat. Gué Pequeno – Spunte blu (da Notti brave (After))
- 2018 – Sfera Ebbasta feat. Gué Pequeno – XNX RMX (da Rockstar - Popstar Edition)
- 2019 – Mahmood feat. Gué Pequeno – Soldi (da Gioventù bruciata)
- 2019 – Side Baby feat. Gué Pequeno – Frecciarossa (da Arturo)
- 2019 – Dark Polo Gang feat. Gué Pequeno e Luchè – Splash RMX (da Trap Lovers (Reloaded))
- 2019 – The Night Skinny feat. Gué Pequeno, Fabri Fibra e Rkomi – Saluti (da Mattoni)
- 2019 – The Night Skinny feat. Noyz Narcos, Shiva, Speranza, Gué Pequeno, Achille Lauro, Geolier, Lazza, Ernia, Side Baby & Taxi B – Mattoni (da Mattoni)
- 2019 – Geolier feat. MV Killa e Gué Pequeno – Amo ma chi t sap (da Emanuele)
- 2019 – Gemitaiz e MadMan feat. Gué Pequeno e Marracash – Fiori (da Scatola nera)
- 2019 – Marracash feat. Gué Pequeno – Qualcosa in cui credere - Lo scheletro (da Persona)
- 2019 – FSK Satellite feat. Gué Pequeno – Capi della trap (da FSK Trapshit Revenge)
- 2020 – DrefGold feat. Gué Pequeno – Giro d'Italia (da Elo)
- 2020 – Lazza feat. Pyrex e Gué Pequeno – Moncler (da J)
- 2020 – Niko Pandetta feat. Gué Pequeno – Glock e diamanti (da Revenge)
- 2020 – Slait e Low Kidd feat. Valepain, Hell Raton e Gué Pequeno – OMG (da Bloody Vinyl 3)
- 2020 – Carl Brave feat. Gué Pequeno – Fake Dm (da Coraggio)
- 2020 – Mecna feat. Gué Pequeno – Punto debole (da Mentre nessuno guarda)
- 2020 – Speranza feat. Gué Pequeno – Chinatown (da L'ultimo a morire)
- 2020 – Izi feat. Gué Pequeno e Elettra Lamborghini – Miami Ladies (da Riot)
- 2020 – Samurai Jay feat. Gué Pequeno – Homies (da Lacrime)
- 2020 – Sfera Ebbasta feat. Marracash e Gué Pequeno – Tik Tok (da Famoso)
- 2021 – Mace feat. Venerus e Gué Pequeno – Colpa tua (da OBE)
- 2021 – Madame feat. Gué Pequeno – Dimmi ora (da Madame)
- 2021 – Rosa Chemical feat. Gué Pequeno e Ernia – Polka 2 (da Forever and Ever)
- 2021 – Random feat. Gué Pequeno – Vacci piano (da Nuvole)
- 2021 – TY1 feat. Gué Pequeno, Capo Plaza e Pablo Chill-E – Nada (da Djungle)
- 2021 – 2nd Roof feat. Gué Pequeno e J Lord – Infame (da Rooftop mixtape 1)
- 2021 – Giaime feat. Gué Pequeno – Lacrima (da Figlio maschio)
- 2021 – Tony Effe feat. Gué Pequeno – Escort Lover (da Untouchable)
- 2021 – Shiva feat. Gué Pequeno – Non sai niente (da Dolce vita)
- 2021 – Fred De Palma feat. Gué Pequeno – Uana (da Unico)
- 2021 – Don Joe feat. Gué Pequeno e Sacky – Desert Eagle (da Milano soprano)
- 2021 – Salmo feat. Gué Pequeno – YHWH (da Flop)
- 2021 – Rocco Hunt feat. Gué Pequeno – Solido (da Rivoluzione)
- 2021 – Giancarlo feat. Gué Pequeno e Tony Veltri – Permaloso (da Giancarlo Prandelli)
- 2021 – Marracash feat. Gué Pequeno – Infinity Love (da Noi, loro, gli altri)
- 2021 – Coez feat. Gué Pequeno e Gemitaiz – Sesso e droga (da Volare)
- 2021 – Rohff feat. Gué Pequeno – Mortier (da Grand Monsieur)
- 2021 – Snoop Dogg feat. Guè, Benny the Butcher, Jadakiss e Busta Rhymes – Murder Music (da Snoop Dogg Presents Algorithm (Global Edition))
- 2021 – Rasty Kilo feat. Guè – Nel Back (da Cinzia)
- 2022 – Noyz Narcos feat. Guè e Capo Plaza – No Ratz (da Virus)
- 2022 – Irama feat. Guè – Iride (da Il giorno in cui ho smesso di pensare)
- 2022 – Paky feat. Guè – Vivi o muori (da Salvatore)
- 2022 – Fabri Fibra feat. Guè e Salmo – Cocaine (da Caos)
- 2022 – Luchè feat. Guè e Noyz Narcos – Addio (da Dove volano le aquile)
- 2022 – Fred de Palma feat. Guè, Rose Villain e Jvli – Au Revoir (da PLC Tape 1)
- 2022 – Myss Keta feat. Guè – Piena (da Club Topperia)
- 2022 – Salmo feat. Guè e Sixpm – Loco (da Blocco 181 - Original Soundtrack)
- 2022 – Night Skinny feat. Guè e Baby Gang – Doppio Hublot (da Botox)
- 2022 – Night Skinny feat. Tony Effe, Noyz Narcos, Ketama126 e Guè – Coki (da Botox)
- 2022 – Night Skinny feat. Rkomi, Coez e Guè – Per la strada (da Botox)
- 2022 – Night Skinny feat. Fabri Fibra, Ernia, Lazza, Tony Effe, Coez, Geolier, Guè, Paky, MamboLosco e L'Immortale – BTX Posse (da Botox)
- 2022 – Cancun feat. Lazza e Guè – Compare (da Cancun)
- 2022 – Ernia feat. Gaia e Guè – Bastava la metà (da Io non ho paura)
- 2022 – TY1 feat. Franco126, Guè e J Lord – 6 mesi (da Djungle Unchained)
- 2023 – Geolier feat. Guè – Nun se ver (da Il coraggio dei bambini)
- 2023 – Don Joe feat. Nicola Siciliano, Guè e Joan Thiele – Lauryn Hill (da Don Dada)
- 2023 – Mecna feat. Guè – Nessuno vuole morire mai (da Stupido amore)
- 2023 – Pyrex feat. Noyz Narcos e Guè – Illusi (da Love Is War)
- 2023 – Kid Yugi e The Night Skinny feat. Guè – Steppers (da Quarto di bue)
- 2023 – Emis Killa feat. Guè – Albicocca (Lolita) (da Effetto notte)
- 2023 – Baby Gang feat. Guè – Tony Montana (da Innocente)
- 2023 – Tedua feat. Guè – Scala di Milano (da La Divina Commedia)
- 2023 – Shiva feat. Guè e Luchè – Riflessi rossi (da Santana Season)
- 2023 – Mattak feat. Guè – Don dadaist (da Overt)
- 2023 – Drillionaire feat. Guè e Marracash – Yalla (da 10)
- 2023 – Drillionaire feat. Tony Effe e Guè – Pelota (da 10)
- 2023 – Irama e Rkomi feat. Guè – Sexy (da No Stress)
- 2023 – DJ Shocca feat. Ele A e Guè – El clásico (da Sacrosanto)
- 2023 – Coez e Frah Quintale feat. Guè – DM (da Lovebars)
- 2023 – Philip feat. Guè – Milano Vice City (da Una bandiera)
- 2023 – VillaBanks feat. Guè e Bello Figo – SLS (da VillaBanks)
- 2023 – Nello Taver feat. Guè – Nun m piac (da Fallimento)
- 2023 – Sfera Ebbasta feat. Guè – Gol (da X2VR)
- 2023 – Massimo Pericolo feat. Guè – Di persona (da Le cose cambiano)
- 2023 – Gemitaiz feat. Emis Killa e Guè – La merce più buona (da QVC 10)
- 2024 – Simba La Rue feat. Guè – Shopping (da Tunnel)
- 2024 – Neima Ezza feat. Guè – Ghetto Love (da Piccolo principe)
- 2024 – Dargen D'Amico feat. Guè e Beatrice Quinta – Complicarti la vita (da Ciao America)
- 2024 – Tony Effe feat. Guè – Demon Time (da Icon)
- 2024 – Rhove feat. Guè – Vestiti da rapper (da Popolari)
- 2024 – Mace feat. Tony Boy, Guè e Noyz Narcos – Praise the Lord (da Māyā)
- 2024 – Matteo Paolillo feat. Guè – Il malessere (da Edo - ultimo atto)
- 2024 – Baby Gang feat. Guè – Millionaire (da L'angelo del male)
- 2024 – Articolo 31 feat. Guè – Nel drink (da Protomaranza)
- 2024 – Salmo e Noyz Narcos feat. Guè – Rap Money (da Cult Hellraisers)
- 2024 – Geolier feat. Guè – 357 (da Dio lo sa)
- 2024 – Anna feat. Guè – Bikini (da Vera Baddie)
- 2024 – Lazza feat. Guè – Estraneo (da Locura)
- 2024 – Night Skinny feat. Noyz Narcos e Guè – Mio padre (da Containers)
- 2024 – Simba La Rue feat. Guè – Accavallato (da Esci dal tunnel)
- 2024 – Lele Blade feat. Guè – Visionario (da Con i miei occhi)
- 2024 – CoCo feat. Guè e Yung Snapp – Skincare (da Mai più forse)
- 2025 – Papa V e Nerissima Serpe feat. Guè e Rasty Kilo – Campanello (da Mafia Slime 2)
- 2025 – SLF feat. Guè – 4 Life (da We the Squad, Vol. 2)
- 2025 – Jake La Furia feat. Guè e Rkomi – L'ultimo giorno del mondo (da Fame)
- 2025 – Mykel Costa, Guè feat. Jim Jones – Bankrolls & Timezone
- 2025 – Rose Villain feat. Guè – Il bacio del serpente (da Radio Vega)
- 2025 – Gaia feat. Guè – Addicted (da Rosa dei venti)
- 2025 – Artie 5ive feat. Guè – Litorale (da La bellavita)
- 2025 – Silent Bob feat. Guè – Mediterraneo (da Angelo balaclava)
- 2025 – Neffa feat. Guè e Joshua – Cuoreapezzi (da Canerandagio parte 1)
- 2025 – Luchè feat. Guè e Nerissima Serpe – Ilary (da Il mio lato peggiore)
- 2025 – Slings feat. Shiva e Guè – Don't Stop It (da Too Clean)
- 2025 – DJ Shocca feat. Primo, Guè e Izi – Fiamma viva (da 60 Hz II)
- 2025 – Tony Boy feat. Guè – Zio (da Uforia)

## Videografia

### Video musicali
| Anno | Titolo                                                      | Regista/i                           |
| ---- | ----------------------------------------------------------- | ----------------------------------- |
| 2011 | Giù il soffitto                                             | Luca Tartaglia                      |
| 2011 | Non lo spegnere (feat. Entics)                              |                                     |
| 2011 | Il ragazzo d'oro (feat. Caneda)                             | Luca Tartaglia                      |
| 2011 | Pillole                                                     | Sbrokked                            |
| 2011 | La G la U la E                                              | Nicola Zonta e Massimiliano Marras  |
| 2011 | Figlio di Dio                                               | Aldo Ravegnani                      |
| 2011 | Ultimi giorni                                               |                                     |
| 2011 | Dichiarazione                                               | Mauro Russo                         |
| 2011 | Conta su di me (feat. Caprice)                              | Calu Montesano                      |
| 2011 | XXX Pt. 2 (Hardcore) (feat. Zuli, Emis Killa, Vacca         | Fabrizio Conte                      |
| 2012 | Gueddafi                                                    | Mauro Russo                         |
| 2012 | Amore o soldi (feat. Daniele Vit)                           | Aldo Ravegnani e Tigreblog          |
| 2012 | R.E.B. (Gué Pequeno vs. Crookers)                           | Aldo Ravegnani e Tigreblog          |
| 2013 | Business                                                    | Pepsy Romanoff e Cosimo Fini        |
| 2013 | Rose nere                                                   |                                     |
| 2013 | Bravo ragazzo                                               | Pepsy Romanoff                      |
| 2013 | Il drink & la jolla (feat. Ntò)                             | Mauro Russo                         |
| 2013 | Tornare indietro (feat. Arlissa)                            | Pepsy Romanoff e Marianna Schivardi |
| 2013 | Brivido (feat. Marracash)                                   | Pepsy Romanoff                      |
| 2013 | Quei bravi ragazzi (feat. Clementino)                       | Mauro Russo                         |
| 2013 | Golden Boys (DJ Jay-K feat. Gué Pequeno e Stress)           | Andrea Todaro                       |
| 2014 | Si sboccia Remix (feat. Vincenzo da Via Anfossi)            | Igor Grbesic                        |
| 2014 | La mia ragazza è gangsta                                    | Mauro Russo                         |
| 2014 | Scappati di casa                                            | Marco Salom                         |
| 2015 | Squalo                                                      | Marc Lucas e Igor Grbesic           |
| 2015 | Le bimbe piangono                                           | Marc Lucas e Igor Grbesic           |
| 2015 | Interstellar (feat. Akon)                                   | MisterTommy                         |
| 2015 | Bosseggiando                                                | Fabrizio Conte                      |
| 2015 | Equilibrio                                                  | MisterTommy                         |
| 2015 | Mollami                                                     | Marc Lucas e Igor Grbesic           |
| 2015 | Fiumi di champagne (feat. Peppino di Capri)                 | Marc Lucas e Igor Grbesic           |
| 2015 | Tuta di felpa (feat. Ntò)                                   | Marc Lucas e Igor Grbesic           |
| 2016 | Nulla accade (con Marracash)                                | Fabio Jansen                        |
| 2016 | Insta Lova (con Marracash)                                  | Fabrizio Conte                      |
| 2016 | Salvador Dalì (con Marracash)                               | Andrea Folino e Corrado Perria      |
| 2016 | Scooteroni RMX (con Marracash e Sfera Ebbasta)              | Marc Lucas e Igor Grbesic           |
| 2016 | Senza Dio (con Marracash)                                   | Fabrizio Conte                      |
| 2017 | Trinità                                                     | Marc Lucas e Igor Grbesic           |
| 2017 | Non ci sei tu                                               | Marc Lucas e Igor Grbesic           |
| 2017 | T'apposto                                                   | Marc Lucas e Igor Grbesic           |
| 2017 | Tony                                                        | Marc Lucas e Igor Grbesic           |
| 2017 | Milionario (feat. El Micha)                                 | Fabrizio Conte e Freddy Loons       |
| 2017 | Lamborghini RMX (feat. Sfera Ebbasta & Elettra Lamborghini) | Marc Lucas e Igor Grbesic           |
| 2017 | Punto su di te                                              | Fabrizio Conte                      |
| 2018 | Scarafaggio (feat. Tony Effe & Il Profeta)                  | Bilal Hadzic                        |
| 2018 | Come se fosse normale                                       | Alvin Mojetta e Lorenzo Gentilini   |
| 2018 | Nero Bali (con Elodie e Michele Bravi)                      | Enea Colombi                        |
| 2018 | Trap Phone (feat. Capo Plaza)                               | The Astronauts                      |
| 2018 | Bling Bling (Oro)                                           | Igor Grbesic e Marc Lucas           |
| 2019 | 2% (feat. Frah Quintale)                                    | Igor Grbesic e Marc Lucas           |
| 2020 | Saigon                                                      | Igor Grbesic e Marc Lucas           |
| 2020 | Chico (feat. Rose Villain e Luchè)                          | Igor Grbesic e Marc Lucas           |
| 2020 | Cyborg/Ti levo le collane (feat. Geolier e Paky)            | Igor Grbesic e Marc Lucas           |
| 2020 | 25 ore (feat. Ernia e Shablo)                               | Igor Grbesic e Marc Lucas           |
| 2020 | Vita veloce freestyle (con DJ Harsh)                        | No Text Azienda                     |
| 2021 | Lifestyle (con DJ Harsh)                                    | Igor Grbesic e Marc Lucas           |
| 2021 | Veleno                                                      | Igor Grbesic e Marc Lucas           |
| 2022 | Piango sulla Lambo (feat. Rose Villain)                     | Giulio Rosati                       |
| 2023 | Cookies n' Cream (feat. Anna e Sfera Ebbasta)               | Giulio Rosati                       |